# Корочка (Курская область)
Корочка — деревня в Беловском районе Курской области. Административный центр Корочанского сельсовета.

## География
Деревня находится на реке Корочка (приток Псла), в 79 км к юго-западу Курска, в 4 км к северо-востоку от районного центра — Белая.
Климат
Корочка, как и весь район, расположен в поясе умеренно континентального климата с тёплым летом и относительно тёплой зимой (Dfb в классификации Кёппена).

## Население
| 2002 | 2010 |
| ---- | ---- |
| 404  | ↘365 |

## Инфраструктура
Личное подсобное хозяйство. Зернохранилище. Зерновой элеватор. Корочанская школа. Администрация сельсовета. Фельдшерско-акушерский пункт. В деревне 173 дома.

## Транспорт
Корочка находится в 7,5 км от автодороги регионального значения 38К-028 (Обоянь — Суджа), на автодороге межмуниципального значения 38Н-010 (Белая — Кривицкие Буды), на автодороге 38Н-012 (38Н-010 — Корочка), в 9,5 км от ближайшей ж/д станции Псёл (линия Льгов I — Подкосылев). Остановка общественного транспорта.
В 77 км от аэропорта имени В. Г. Шухова (недалеко от Белгорода).

## Достопримечательности
- Усадебный дом помещика Шагарова (XIX в.)[8]